# 契 (朝鮮)
契 (けい、ケ、계）は、朝鮮半島に存在した伝統的な相互扶助的共同組織。

## 概要
起源は新羅の僧円光が創始した「寶」に遡るという。契は高麗時代末期の「軍布契（（軍布は政府が徴兵の代償として徴集した布））」という農民による自発的な納税団体を嚆矢とするとされ、李朝時代以降は同業組合のみならず、朝鮮社会に広範に普及した。
契は、既存の社会集団を基盤としてその共同事業のために採られる永続的なものと、特定の目的のために個人の任意参加によって発足し、比較的短期間に終結する契とに大別される。
具体的には村落の公益を目的とする「洞契 (村落での公益事業の経営)」 、「松契 (村落共有山林の管理、経営) )」、「学契 (学校の経営」、 同族共済を目的とする「宗中契 (祖先の祭祀や相互扶助)」 、「婚葬契 (同族の冠婚葬祭の相互扶助)」 、生産の扶助を目的とする「農契 (土地の共同利用、収穫の分配) 」のほか、営利を目的とするものや、社交、娯楽を目的とするもの、村の共同購入や資金融資・利殖を目的とするものなどいろいろな種類がある。
契はそのほとんどが構成員（契員）の自由意思によって成立する。目的に応じて成員数、成員の属性、事業規模、運営方法、集団の永続性の点で違いがあるが、加入者の平等互恵の契約精神はいずれの契にも徹底している。
契員は数名から数百名に達することもあり、大きな契では契長の下に金銭の出納と財産管理のための会計、掌財、財務員として有可、色掌、執事などの役員がおかれた。また契には親族集団によって縦割りにされた村人たちを横に結ぶ紐帯的な機能もある。